# Xã Apolacon, Quận Susquehanna, Pennsylvania
Xã Apolacon (tiếng Anh: Apolacon Township) là một xã thuộc quận Susquehanna, tiểu bang Pennsylvania, Hoa Kỳ. Năm 2010, dân số của xã này là 500 người.